# David Sztybel

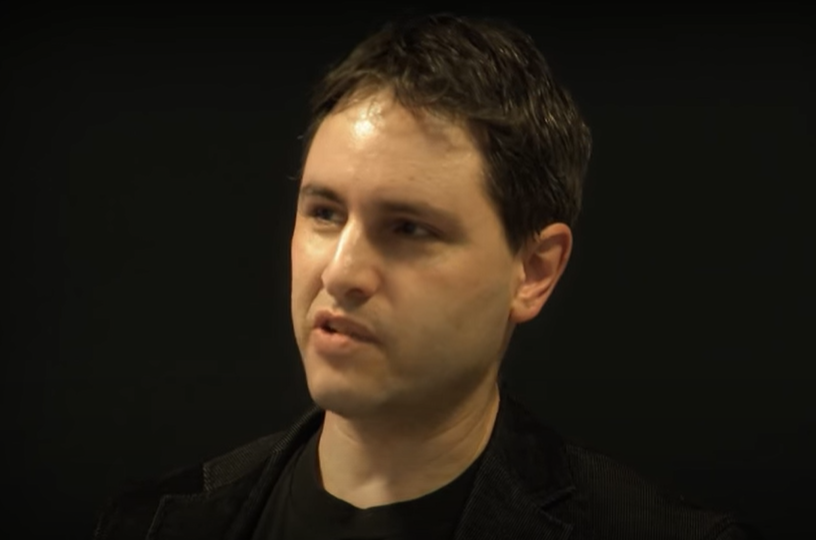
David Sztybel, Standbild aus Video (2013)

David Sztybel (* 2. Februar 1967 in Ontario) ist ein kanadischer Tierethiker und Philosoph.
Er studierte zwischen 1986 und 2000 an der Universität von Toronto und schloss mit der Promotion ab. Thema seiner Doktorarbeit war Empathie und Ratio in der Ethik. Seine Studienschwerpunkte liegen in der Meta- und Umweltethik, darunter insbesondere Theorie und Praxis der Tierbefreiungsbewegung. In seiner Studienzeit war er Präsident der Philosophers for Peace (1994–95). 2001–2002 war er Fellow der Queens University in Kingston (Ontario). Seit 2008 ist er dauerhaftes Mitglied des Oxford-Center on Animal Ethics.
Sztybel argumentiert anhand von tierrechtskritischen Schriften, dass die klassische Tierrechtsliteratur Schlüsselfragen unbeantwortet lasse. Der Rückzug der Tierethiker auf das Konzept des Speziesismus und dessen Kritik(en) sei insofern wenig hilfreich, als dass dessen Existenz von praktisch allen Kritikern abgelehnt werde. Er zeigt, wie aus anthropozentrischer Perspektive Kriterien formuliert werden können, die eine Ungleichheit entlang von Spezieszugehörigkeit rechtfertigen, aber nicht mit Spezieszugehörigkeit argumentieren. Sztybel problematisiert die mit dieser Argumentation verbundenen Ausschlüsse von Menschen aus der „moralischen Sphäre“.
Sztybel ist scharfer Kritiker des Abolitionismus und vertritt für die praktische politische Arbeit einen Tierschutzansatz.

## Schriften (Auswahl)
- Marxism and animal rights. In: Ethics and the Environment. 1997, S. 169–185 (englisch).
- Taking humanism seriously: “obligatory” anthropocentrism. In: Journal of Agricultural and Environmental Ethics. Vol. 13, Nr. 3–4, 2000, S. 181–203 (englisch).
- Empathy and rationality in ethics. National Library of Canada, Ottawa 2000, ISBN 0-612-53826-5 (englisch, collectionscanada.ca [PDF] Zugleich Dissertation an der University of Toronto).
- Animal Rights: Autonomy and Redundancy. In: Journal of Agricultural and Environmental Ethics. Vol. 14, Nr. 3, 2001, S. 259–273, doi:10.1023/A:1012218418879 (englisch).
- A Living Will Clause for Supporters of Animal Experimentation. In: Journal of Applied Philosophy. Vol. 23, Nr. 2, 1. Mai 2006, ISSN 1468-5930, S. 173–189, doi:10.1111/j.1468-5930.2006.00338.x (englisch).
- Can the Treatment of Animals Be Compared to the Holocaust? In: Ethics & the Environment. Vol. 11, Nr. 1, 2006, ISSN 1535-5306, S. 97–132, doi:10.1353/een.2006.0007 (englisch).
- The rights of animal persons. In: Journal for Critical Animal Studies. Vol. 4, Nr. 1, 2006 (englisch, criticalanimalstudies.org [PDF]).
- Animal Rights Law: Fundamentalism versus Pragmatism. In: Journal for Critical Animal Studies. Vol. 5, Nr. 1, 2007, S. 137 (englisch, tripod.com [PDF]).
- Marc Bekoff: Encyclopedia of Animal Rights and Animal Welfare. 1. Auflage. Greenwood Press, 1998, ISBN 0-313-29977-3 (englisch, Drei Artikel).
  - Descartes, Rene
  - Distinguishing Animal Rights from Animal Welfare
  - Jainism